# Clematis barbellata
Clematis barbellata là một loài thực vật có hoa trong họ Mao lương. Loài này được Edgew. mô tả khoa học đầu tiên năm 1851.